# Cachrys sicula
Cachrys sicula es una especie de planta de la familia Apiaceae.

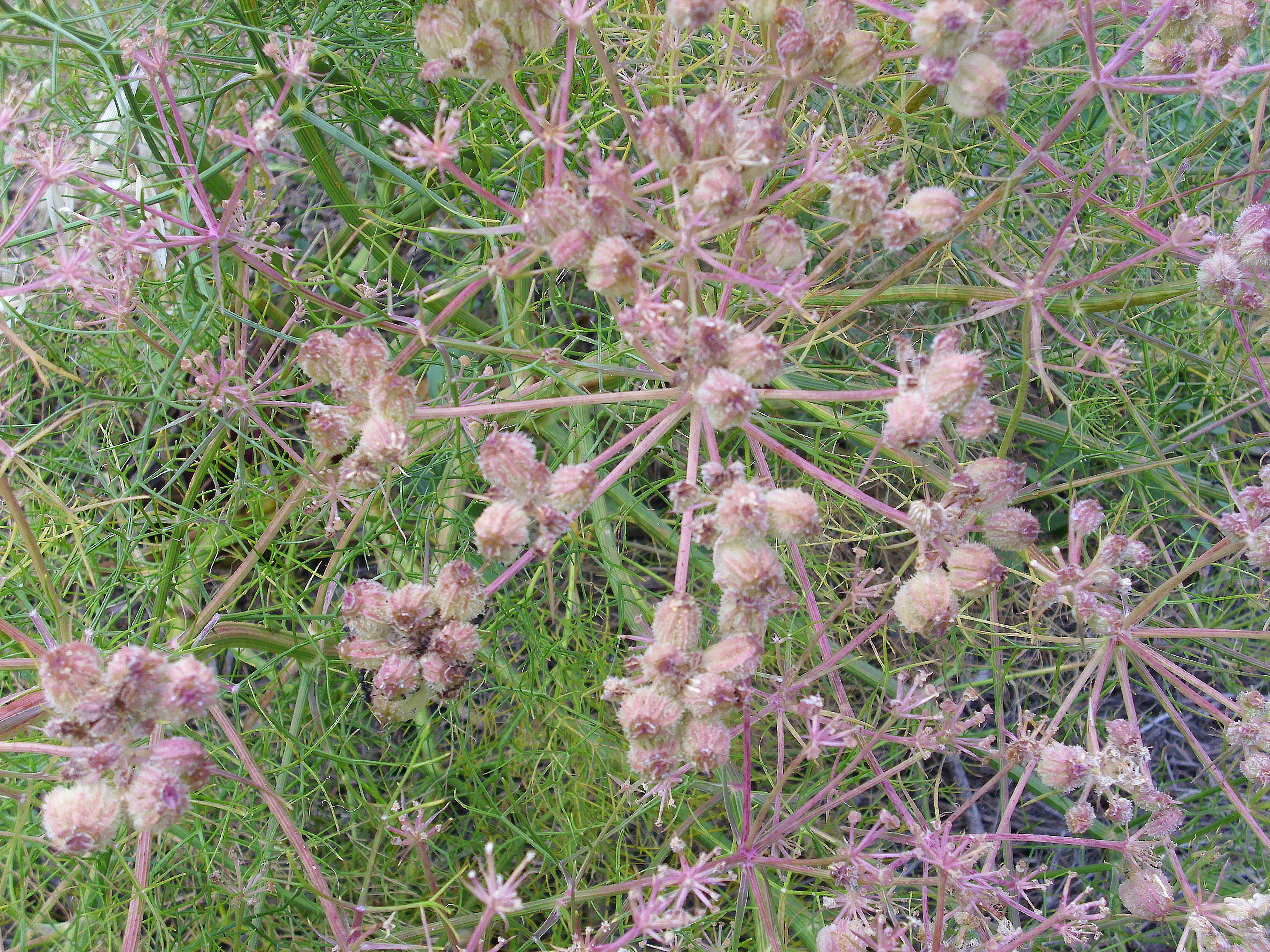
Frutos

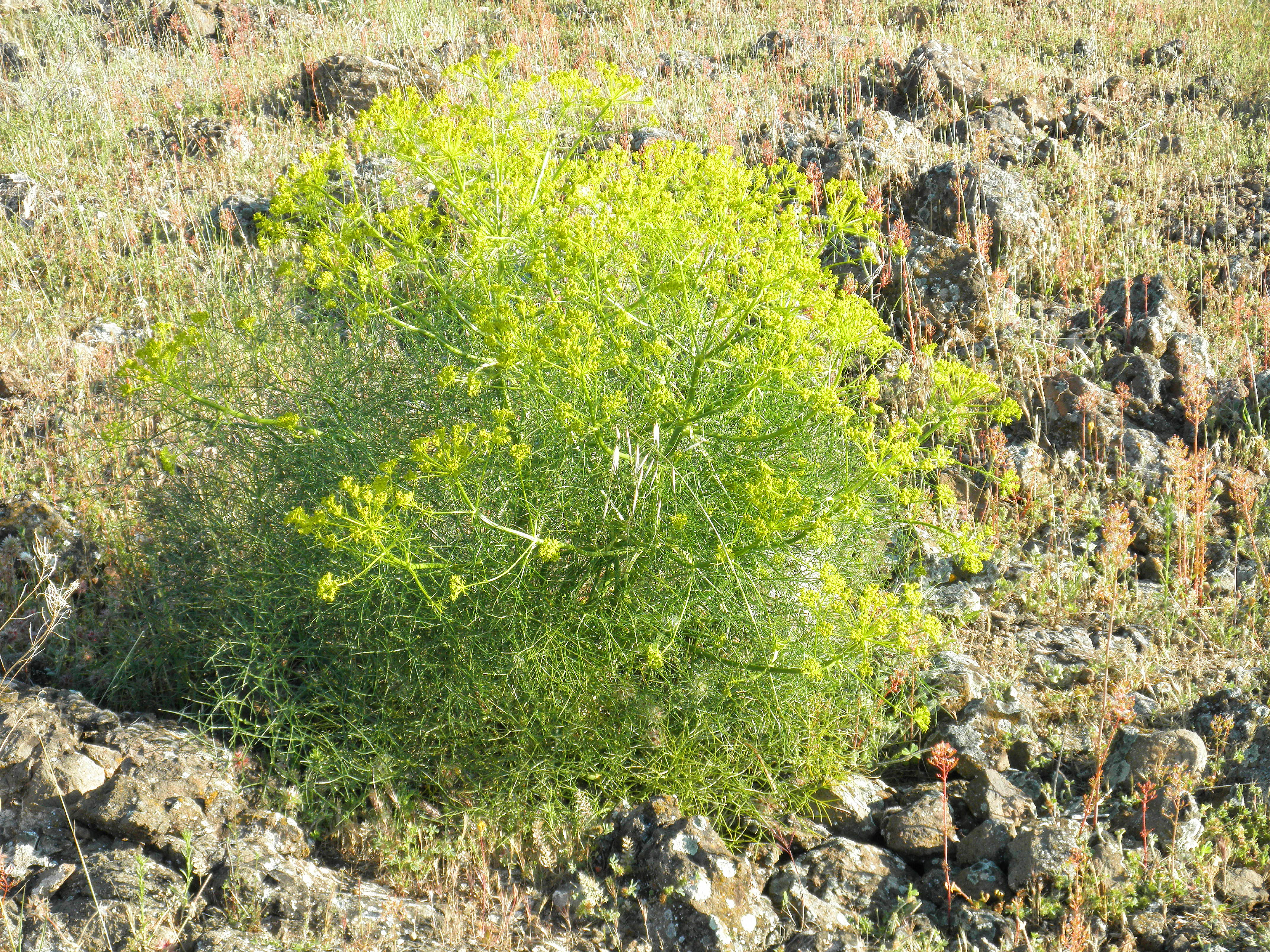
Vista de la planta

## Descripción
Tallos de hasta 1,5 m. Hojas basales 4-6 pinnatisectas, con división de último orden frecuentemente escábrida; las caulinares 3-5 pinnatisectas. Umbelas primarias con (8-) 10-20 (-30) radios y 4-7 brácteas 1 (-2) pinnatisectas; las de segundo orden con 4-7 bracteolas lineares y enteras, bífidas o pinnatisectas. Frutos de 1-17 mm, globosos, rara vez elipsoideos, con costillas marcadamente papilosas o crestadas.

## Distribución y hábitat
Mediterráneo occidental. Habita en arenas abiertas y soleadas algo nitrificadas, preferentemente en cunetas, sobre suelos básicos. Florece y frutifica en primavera.

## Taxonomía
Cachrys sicula fue descrita por Carlos Linneo y publicado en Species Plantarum, Editio Secunda 355. 1762.
Citología
Número de cromosomas de Cachrys sicula (Fam. Umbelliferae) y táxones infraespecíficos: 2n=22
Sinonimia
- Cachrys crispata Pomel
- Cachrys pterochlaena DC.
- Hippomarathrum bocconei var. brachylobum Batt.
- Hippomarathrum bocconei subsp. crispatum (Pomel) Batt.
- Hippomarathrum brachylobum (Batt.) Sennen & Mauricio
- Hippomarathrum crispatum Pomel
- Hippomarathrum libanotis var. crispatum (Pomel) Maire
- Hippomarathrum libanotis var. crispulum Maire
- Hippomarathrum libanotis subsp. pterochlaenum (Boiss.) Maire
- Hippomarathrum libanotis var. siculum (L.) Fiori
- Hippomarathrum pterochlaenum (DC.) Boiss.
- Hippomarathrum siculum (L.) Hoffmanns. & Link
- Ulospermum siculum (L.) Link[4]